# 古河AS
古河AS株式会社（ふるかわエーエス、Furukawa Automotive Systems Inc. ）は、滋賀県犬上郡甲良町にある古河グループ（古河電気工業系）のワイヤーハーネス（自動車用組電線）、関連電装部品、及び車載用機能製品群の設計開発を行うメーカーである。

## 主力製品・事業
- ワイヤーハーネス
- ステアリング・ロール・コネクタ
- スライドドア用ハーネス
- フラットハーネス応用製品
- メタルコア基板JB・RB
- コネクタ
- バックアップ・バッテリー・モジュール
- ステアリング・アングル・センサ

## 主要事業所
- 本社 - 滋賀県犬上郡甲良町尼子1000番地
- 豊郷工場 - 滋賀県犬上郡豊郷町高野瀬380
- 秦荘工場 - 滋賀県愛知郡愛荘町東出416
- 三重工場 - 三重県亀山市能褒野町20-16古河電工三重事業所内

### 営業拠点（国内）
- 岩手県北上市
- 群馬県太田市
- 栃木県宇都宮市
- 埼玉県川越市
- 東京都千代田区
- 神奈川県藤沢市
- 神奈川県厚木市
- 静岡県浜松市
- 愛知県豊田市
- 三重県亀山市
- 大阪府摂津市
- 大阪府池田市
- 広島県安芸郡海田町
- 山口県山口市
- 福岡県宮若市
- 大分県中津市

### 営業拠点（海外）
- ベトナム
  - ホーチミン
  - ベンチェー
- 大韓民国　大邱
- 中華民国　台北
- 中華人民共和国
  - 香港
  - 長春
  - 恵州
  - 東莞
- インドネシア　ベガシ
- チェコ　プラハ
- タイ王国　バンプリー
- マレーシア　ケダ州
- パキスタン　カラチ
- メキシコ　メヒカリ
- アメリカ合衆国
  - テキサス州エルパソ
  - ミシガン州プリマス（デトロイト郊外）

## 沿革
- 1946年 - 滋賀県犬上郡豊郷村大字八目において、古河電気工業株式会社の協力工場として発足。
- 1950年 - 近江電線株式会社に改組。
- 2000年 - 古河オートモーティブパーツ株式会社に社名変更。
- 2007年 - 現社名に変更。古河電気工業から電装部品事業承継。

## 主要関係会社

### 国内グループ企業
- 彦根ハーネス株式会社

### 海外グループ企業
- FAPV（ベトナム／ホーチミン市）
- FASV（ベトナム／ベンチェ省）
- FAPD（中国／東莞市）
- FAPHK（中国／香港）
- FESZ（中国／深圳）
- CFGH（中国／長春）
- FASP（フィリピン／ラグナ州）
- FEAP（フィリピン／ラグナ州）
- FALP（フィリピン／リマ）
- FAST（タイ／チョンブリー県）
- FME（インド／ハリアナ）